# Cronologia da pandemia de COVID-19 em março de 2022
Este artigo documenta a cronologia e epidemiologia do vírus SARS-CoV-2 em março de 2022, o vírus que causa a COVID-19 e é responsável pela pandemia de COVID-19. Os primeiros casos humanos da COVID-19 foram identificados em Wuhan, China, em dezembro de 2019.

## Cronologia

### 1 de março
Relatório Semanal da OMS:
- O Canadá registrou 3.674 novos casos, elevando o número total para 3.296.653.[2]
- O Japão registrou 65.434 novos casos diários, passando oficialmente de 5 milhões de casos, elevando o número total para 5.067.735.[3]
- A Malásia registrou 25.854 novos casos, elevando o número total para 3.468.590. Foram 25.548 novas recuperações, elevando o número total de recuperações para 3.142.112. Houve 78 novas mortes, elevando o número de mortos para 32.827.[4]
- A Nova Zelândia registrou 19.588 novos casos, elevando o número total para 118.812. Houve 281 recuperações, elevando o número total de recuperações para 18.613. O número de mortos continua a ser 56. Foram 100.143 casos ativos (283 na fronteira e 99.859 na comunidade).[5]
- Singapura registrou 24.080 novos casos, elevando o número total para 748.504. 11 novas mortes foram relatadas, elevando o número de mortos para 1.030.[6]

### 2 de março
- O Canadá registrou 7.487 novos casos, elevando o número total para 3.304.140.[7]
- A Malásia registrou 27.500 novos casos, elevando o número total para 3.496.090. Houve 27.557 novas recuperações, o número total de recuperações permanece em 3.169.669. Houve 115 novas mortes, elevando o número de mortos para 32.942.[8]
- A Nova Zelândia registrou 22.160 novos casos, elevando o número total para 142.321. 135 recuperações foram relatadas, elevando o número total de recuperações para 18.748. O número de mortos permanece em 56. Houve 124.114 casos ativos (276 na fronteira e 123.836 na comunidade)[9]
- Singapura registrou 19.159 novos casos, elevando o número total para 767.663. Dez novas mortes foram relatadas, elevando o número de mortos para 1.040.[10]
- O Reino Unido ultrapassou 19 milhões de casos.[11]

### 3 de março
- O Canadá registrou 6.603 novos casos, elevando o número total para 3.310.385.[12]
- A Malásia registrou 32.467 novos casos, elevando o número total para 3.528.557. Foram 27.629 novas recuperações, elevando o número total de recuperações para 3.197.298. Houve 86 novas mortes, elevando o número de mortos para 33.028.[13]
- A Nova Zelândia registrou 23.194 novos casos, elevando o número total para 166.098. 515 se recuperaram, elevando o número total de recuperações para 19.263. O número de mortos permanece em 56. Foram 146.779 casos ativos (252 na fronteira e 146.527 na comunidade).[14]
- Singapura registrou 18.162 novos casos, elevando o número total para 785.825. Nove novas mortes foram relatadas, elevando o número de mortos para 1.049.[15]

### 4 de março
- O Canadá registrou 6.776 novos casos, elevando o número total para 3.317.651.[16]
- A Malásia registrou 33.209 casos, elevando o número total para 3.561.766. Foram 26.352 recuperações, elevando o número total de recuperações para 3.223.650. 22 mortes foram relatadas, elevando o número de mortos para 33.106.[17]
- A Nova Zelândia registrou 22.535, elevando o número total para 188.680. Foram 16.875 recuperações, elevando o número total de recuperações para 36.138. Sete mortes foram relatadas, elevando o número de mortos para 63. Foram 152.479 casos ativos (126 na fronteira e 152.353 na comunidade).[18]
- Singapura registrou 17.564 novos casos, elevando o número total para 803.389. 18 novas mortes foram relatadas, elevando o número de mortos para 1.067.[19]
- As mortes globais por COVID-19 passaram de 6 milhões.[20]

### 5 de março
- O Canadá registrou 3.140 novos casos, elevando o número total para 3.320.791.[21]
- A Coreia do Sul registrou 254.327 novos casos diários, passando de 4 milhões de casos, elevando o número total para 4.212.652.[22]
- A Malásia registrou 33.406 novos casos, elevando o número total para 3.595.172. Foram 27.143 recuperações, totalizando 3.250.793 recuperações. 67 mortes foram relatadas, elevando o número de mortos para 33.173.[23]
- A Nova Zelândia registrou 18.840 novos casos, elevando o número total para 207.562. 3.442 recuperações foram relatadas, elevando o número total de recuperações para 39.580. O número de mortos continua a ser 63. Foram 167.919 casos ativos (126 na fronteira e 167.793 na comunidade).[24]
- Singapura registrou 16.274 novos casos, elevando o número total para 819.663. Seis novas mortes foram relatadas, elevando o número de mortos para 1.073.[25]
- A Tailândia ultrapassou 3 milhões de casos de COVID-19.[26]
- O Vietnã registrou 131.817 novos casos diários, ultrapassou 4 milhões de casos, elevando o número total para 4.021.371.[27]

### 6 de março
- O Brasil ultrapassou 29 milhões de casos de COVID-19. [28]
- O Canadá registrou 2.697 novos casos, elevando o número total para 3.323.488.[29]
- A França ultrapassou 23 milhões de casos de COVID-19. [28]
- A Malásia registrou 27.435 novos casos, elevando o número total para 3.622.607. Foram relatadas 30.335 recuperações, elevando o número total de recuperações para 3.281.128. Houve 55 mortes foram relatadas, elevando o número de mortos para 33.228.[30]
- A Nova Zelândia registrou 15.162 novos casos, elevando o número total para 222.767. Foram 3.586 recuperações, elevando o número total de recuperações para 43.166. Duas mortes foram relatadas, elevando o número de mortos para 65. Foram 179.536 casos ativos (123 na fronteira e 179.413 na comunidade).[31]
- Singapura registrou 13.158 novos casos, elevando o número total para 832.821. Cinco novas mortes foram relatadas, elevando o número de mortos para 1.078.[32]

### 7 de março
- O Canadá registrou 5.696 novos casos, elevando o número total para 3.331.820.[33]
- A Malásia registrou 26.856 novos casos, elevando o número total para 3.649.463. Foram 30.726 recuperações, elevando o número total para 3.311.854. Houve 77 mortes, elevando o número de mortos para 33.305.[34]
- A Nova Zelândia registrou 17.582 novos casos, elevando o número total para 240.319. Foram 4.480 recuperações, elevando o número total de recuperações para 47.646. O número de mortos permanece em 65. Foram 192.608 casos ativos (116 na fronteira e 192.492 na comunidade).[35]
- Singapura registrou 13.520 novos casos, elevando o número total para 846.341. Seis novas mortes foram relatadas, elevando o número de mortos para 1.084.[36]

### 8 de março
Relatório semanal da OMS:
- O Canadá registrou 4.008 novos casos, elevando o número total para 3.335.827.[38]
- A Ilha Christmas registrou seu primeiro caso de COVID-19. [39]
- A Malásia registrou 31.490 novos casos, elevando o número total para 3.680.953. Foram 29.035 recuperações, elevando o número total de recuperações para 3.340.889. Houve 79 mortes, elevando o número de mortos para 33.384.[40]
- A Nova Zelândia registrou 23.913 novos casos, elevando o número total para 264.255. Foram 23.965 recuperações, elevando o número total de recuperações para 71.611. O número de mortos permanece em 65. Foram 192.579 casos ativos (127 na fronteira e 192.452 na comunidade).[41]
- Singapura registrou 22.201 novos casos, elevando o número total para 868.542. 15 novas mortes foram relatadas, elevando o número de mortos para 1.099.[42]

### 9 de março
- O Canadá registrou 6.039 novos casos, elevando o número total para 3.342.397.[43]
- A Coreia do Sul registrou 342.438 novos casos diários, ultrapassando 5 milhões de casos de infecção, elevando o número total para 5.212.101.[44]
- A Malásia registrou 30.246 novos casos, elevando o número total para 3.711.199. Foram 26.653 recuperações, elevando o número total de recuperações para 3.367.542. Houve 113 mortes, elevando o número de mortos para 33.497.[45]
- A Nova Zelândia registrou 22.466 novos casos, elevando o número total para 286.750. 12.817 se recuperaram, elevando o número total de recuperações para 84.428. O número de mortos permanece em 65. Foram 202.257 casos ativos (116 na fronteira e 202.141 na comunidade).[46]
- Niue relatou seu primeiro caso como resultado de uma viagem da Nova Zelândia. [47]
- Singapura registrou 17.051 novos casos, elevando o número total para 885.593. 11 novas mortes foram relatadas, elevando o número de mortos para 1.110.[48]
- Segundo a Universidade Johns Hopkins, o número total de casos no mundo ultrapassou 450 milhões e pelo menos 6 milhões morreram.[49]

### 10 de março
- O Canadá registrou 7.771 novos casos, elevando o número total para 3.350.160.[50]
- A Malásia registrou 30.787 novos casos, elevando o número total para 3.741.986. Foram 36.457 recuperações, elevando o número total de recuperações para 3.393.999. Houve 70 mortes, elevando o número de mortos para 33.567.[51]
- A Nova Zelândia registrou 21.030 novos casos, elevando o número total para 307.803. Foram 14.560 recuperações, elevando o número total de recuperações para 98.988. O número de mortos subiu para 91. Foram 208.734 casos ativos (110 na fronteira e 208.624 na comunidade).[52]
- Singapura registrou 16.165 novos casos, elevando o número total para 901.758. Seis novas mortes foram relatadas, elevando o número de mortos para 1.116.[53]

### 11 de março
- O Canadá registrou 6.175 novos casos, elevando o número total para 3.357.009.[54]
- A Malásia registrou 32.800 novos casos, elevando o número total para 3.774.786. Foram 24.444 recuperações, elevando o número total de recuperações para 3.418.443. Houve 76 mortes, elevando o número de mortos para 33.643.[55]
- A Nova Zelândia registrou 21.012 novos casos, elevando o número total para 328.836. Foram 19.895 recuperações, elevando o número total de recuperações para 118.883. Cinco mortes foram relatadas, elevando o número de mortos para 98. Foram 209.867 casos ativos (113 na fronteira e 209.754 na comunidade).[56]
- Singapura registrou 15.345 novos casos, elevando o número total para 917.103. 13 novas mortes foram relatadas, elevando o número de mortos para 1.129.[57]

### 12 de março
- A Coreia do Sul registrou 383.659 novos casos diários, passando de 6 milhões de casos, elevando o número total para 6.206.271.[58]
- A Malásia registrou 26.250 novos casos, elevando o número total para 3.801.036. Foram 25.089 recuperações, elevando o número total para 3.443.532. Houve 77 mortes, elevando o número de mortos para 33.720.[59]
- A Nova Zelândia registrou 18.715 novos casos, elevando o número total para 347.576. Houve 22.195 recuperações, elevando o número total de recuperações para 141.078. Houve sete mortes, elevando o número de mortos para 105. Foram 206.405 casos ativos (121 na fronteira e 206.284 na comunidade).[60]
- Singapura registrou 12.632 novos casos, elevando o número total para 929.735. Dez novas mortes foram relatadas, elevando o número de mortos para 1.139.[61]
- O Vietnã registrou 168.719 novos casos diários, passando de 5 milhões de casos, elevando o número total para 5.136.405.[62]

### 13 de março
- A Malásia registrou 22.535 novos casos, elevando o número total para 3.823.571. Foram 25.356 recuperações, elevando o número total de recuperações para 3.468.888. Houve 87 mortes, elevando o número de mortos para 33.807.[63]
- A Nova Zelândia registrou 14.516 novos casos, elevando o número total para 362.109. Foram 23.543 recuperações, elevando o número total de recuperações para 164.621. Oito mortes foram relatadas, elevando o número de mortos para 113. Foram 197.387 casos ativos (136 na fronteira e 197.251 na comunidade).[64]
- Singapura registrou 9.701 novos casos, elevando o número total para 939.436. Seis novas mortes foram relatadas, elevando o número de mortos para 1.145.[65]

### 14 de março
- O Canadá registrou 3.856 novos casos, elevando o número total para 3.368.165.[66]
- A Malásia registrou 22.030 novos casos, elevando o número total para 3.845.601. Foram 33.872 recuperações, elevando o número total de recuperações para 3.502.760. Houve 92 mortes, elevando o número de mortos para 33.899.[67]
- A Nova Zelândia registrou 15.562 novos casos, elevando o número total para 377.685. Foram 22.495 recuperações, elevando o número total de recuperações para 187.116. Uma morte foi relatada, elevando o número oficial de mortos para 114. Foram 190.467 casos ativos (147 na fronteira e 190.320 na comunidade).[68]
- Singapura registrou 9.042 novos casos, elevando o número total para 948.478. Oito novas mortes foram relatadas, elevando o número de mortos para 1.153.[69]

### 15 de março
Relatório Semanal da OMS:
- O Canadá registrou 4.350 novos casos, elevando o número total para 3.373.852.[71]
- A Coreia do Sul registrou 362.338 novos casos diários, passando de 7 milhões de casos e elevando o número total para 7.228.550.[72]
- A Malásia registrou 26.534 novos casos, elevando o número total para 3.872.135. Foram 31.234 recuperações, elevando o número total de recuperações para 3.533.994. Houve 95 mortes, elevando o número de mortos para 33.994.[73]
- A Nova Zelândia registrou 21.633 novos casos, elevando o número total para 399.342. 18.859 recuperações foram relatadas, elevando o número total de recuperações para 205.975. O número oficial de mortos continua a ser 115. Foram 193.265 casos ativos (157 na fronteira e 193.108 na comunidade).[74]
- Singapura registrou 15.851 novos casos, elevando o número total para 964.329. Seis novas mortes foram relatadas, elevando o número de mortos para 1.159.[75]

### 16 de março
- O Canadá registrou 5.923 novos casos, elevando o número total para 3.379.712.[76]
- A Malásia registrou 28.298 novos casos, elevando o número total para 3.900.433. Foram 33.009 recuperações, elevando o número total de recuperações para 3.567.003. Houve 105 mortes, elevando o número de mortos para 34.099.[77]
- A Nova Zelândia registrou 19.487 novos casos, elevando o número total para 418.861. Foram 15.109 recuperações, elevando o número total de recuperações para 221.084. 22 mortes foram relatadas, elevando o número de mortos para 141. Foram 197.652 casos ativos (188 na fronteira e 197.464 na comunidade).[78]
- Singapura registrou 11.278 novos casos, elevando o número total para 975.607. 11 novas mortes foram relatadas, elevando o número de mortos para 1.170.[79]

### 17 de março
- O Canadá registrou 5.868 novos casos, elevando o número total para 3.385.567.[80]
- A Coreia do Sul registrou 621.328 novos casos diários, a maioria dos casos, passando de 8 milhões de casos e elevando o número total para 8.250.592.[81]
- A Índia ultrapassou 43 milhões de casos de COVID-19.[82]
- A Malásia registrou 27.004 novos casos, elevando o número total para 3.927.437. Foram 29.450 recuperações, elevando o número total de recuperações para 3.596.453. Houve 86 mortes, elevando o número de mortos para 34.185.[83]
- A Nova Zelândia registrou 19.591 novos casos, elevando o número total para 438.452. Foram 17.411 recuperações, elevando o número total de recuperações para 238.495. Houve dez mortes, elevando o número de mortos para 151. Foram 199.847 casos ativos (207 na fronteira e 199.640 na comunidade).[84]
- Singapura registrou 10.713 novos casos, elevando o número total para 986.320. 12 novas mortes foram relatadas, elevando o número de mortos para 1.182.[85]
- O Reino Unido ultrapassou 20 milhões de casos.[11]

### 18 de março
- O Canadá registrou 8.178 novos casos, elevando o número total para 3.394.348.[86]
- As Ilhas Cook têm um total de 430 casos ativos, elevando o número total para 604 casos. 174 se recuperaram enquanto 852 permanecem em quarentena. [87]
- A Alemanha registrou 297.845 novos casos diários, passando de 18 milhões de casos, elevando o número total para 18.287.986.[88]
- Hong Kong ultrapassou 1 milhão de casos de COVID-19.[89]
- O Japão registrou 49.210 novos casos diários, passando de 6 milhões de casos, elevando o número total para 6.016.206.[90]
- A Malásia registrou 24.241 novos casos, elevando o número total para 3.951.678. Foram 26.615 recuperações, elevando o número total de recuperações para 3.623.068. Houve 59 mortes, elevando o número de mortos para 34.244.[91]
- A Nova Zelândia registrou 14.148 novos casos, elevando o número total para 452.600. 90.170 se recuperaram, elevando o número total de recuperações para 328.665. Três mortes foram relatadas, elevando o número de mortos para 156. Foram 123.867 casos ativos (156 na fronteira e 123.711 na comunidade).[92]
- Singapura registrou 10.594 novos casos, elevando o número total para 996.914. Nove novas mortes foram relatadas, elevando o número de mortos para 1.191.[93]
- As Ilhas Salomão registraram 258 novos casos, elevando o número total para 9.758. [87]
- Vanuatu relatou 70 novos casos, elevando o número total para 473. [87]
- O Vietnã registrou 163.174 novos casos diários, passando de 6 milhões de casos, elevando o número total para 6.162.959.[94]

### 19 de março
- A Argentina ultrapassou 9 milhões de casos de COVID-19.[95]
- A Coreia do Sul registrou 381.454 novos casos diários, passando de 9 milhões de casos, elevando o número total para 9.038.938.[96]
- As Ilhas Cocos (Keeling) relataram seu primeiro caso. [97]
- A Malásia registrou 22.341 novos casos, elevando o número total para 3.974.019. Foram 33.347 recuperações, elevando o número total de recuperações para 3.656.415. Houve 85 mortes, elevando o número de mortos para 34.329.[98]
- A Nova Zelândia registrou 18.559 novos casos, elevando o número total para 471.225. Foram 18.751 recuperações, elevando o número total de recuperações para 347.416. Seis mortes foram relatadas, elevando o número de mortos para 164. Foram 123.665 casos ativos (186 na fronteira e 123.479 na comunidade).[99]
- Singapura registrou 10.244 novos casos e ultrapassou 1 milhão de casos totais em 1.007.158. Três novas mortes foram relatadas, elevando o número de mortos para 1.194.[100]

### 20 de março
- A Malásia registrou 19.105 novos casos, elevando o número total para 3.993.124. Foram 28.250 recuperações, elevando o número total de recuperações para 3.684.665. Houve 71 mortes, elevando o número de mortos para 34.400.[101]
- A Nova Zelândia registrou 12.046 novos casos, elevando o número total para 483.222. Foram 14.521 recuperações, elevando o número total de recuperações para 361.937. Sete mortes foram relatadas, elevando o número de mortos para 175. Foram 121.134 casos ativos (193 na fronteira e 120.941 na comunidade).[102]
- Singapura registrou 7.859 novos casos, elevando o número total para 1.015.017. Quatro novas mortes foram relatadas, elevando o número de mortos para 1.198.[103]

### 21 de março
- O Canadá registrou 2.797 novos casos, elevando o número total para 3.404.796.[104]
- A Malásia registrou 17.828 novos casos, passando de 4 milhões de casos e elevando o número total para 4.010.952. Foram 28.003 recuperações, elevando o número total de recuperações para 3.712.668. Houve 63 mortes, elevando o número de mortos para 34.463.[105]
- A Nova Zelândia registrou 14.495 novos casos, elevando o número total para 497.731. Foram 15.572 recuperações, elevando o número total de recuperações para 377.509. Houve 12 mortes, elevando o número de mortos para 184. Foram 120.059 (203 na fronteira e 119.856 na comunidade).[106]
- Singapura registrou 7.538 novos casos, elevando o número total para 1.022.555. Dez novas mortes foram relatadas, elevando o número de mortos para 1.208.[107]

### 22 de março
Relatório Semanal da OMS:
- O Canadá registrou 8.164 novos casos, elevando o número total para 3.412.946.[109]
- A Malásia registrou 21.483 novos casos, elevando o número total para 4.032.435. Foram 32.561 recuperações, elevando o número total de recuperações para 3.745.229. Houve 73 mortes, elevando o número de mortos para 34.535.[110]
- A Nova Zelândia registrou 20.941 novos casos, elevando o número total para 518.685. Foram 21.653 recuperações, elevando o número total de recuperações para 399.162. Houve 14 mortes, elevando o número de mortos para 199. Foram 119.346 casos ativos (220 na fronteira e 119.126 na comunidade).[111]
- Singapura registrou 13.166 novos casos, elevando o número total para 1.035.721. Seis novas mortes foram relatadas, elevando o número de mortos para 1.214.[112]

### 23 de março
- O Canadá registrou 5.690 novos casos, elevando o número total para 3.420.292.[113]
- A Coreia do Sul registrou 490.881 novos casos diários, superando 10 milhões de casos relativos, elevando o número total para 10.427.421.[114]
- A Malásia registrou 22.491 novos casos, elevando o número total para 4.054.926. Foram 26.234 recuperações, elevando o número total de recuperações para 3.771.463. Houve 63 mortes, elevando o número de mortos para 34.600.[115]
- A Nova Zelândia registrou 20.130 novos casos, elevando o número total para 538.839. Foram 19.504 recuperações, elevando o número total de recuperações para 418.666. Houve sete mortes, elevando o número de mortos para 210. Foram 119.989 casos ativos (224 na fronteira e 119.756 na comunidade).[116]
- Singapura registrou 8.940 novos casos, elevando o número total para 1.044.661. Seis novas mortes foram relatadas, elevando o número de mortos para 1.220.[117]
- Os Estados Unidos da América ultrapassaram 1 milhão de mortes, tornando-se o primeiro país a ultrapassar esse marco sombrio.[118]

### 24 de março
- O Canadá registrou 9.826 novos casos, elevando o número total para 3.430.114.[119]
- A Malásia registrou 24.316 novos casos, elevando o número total para 4.079.242. Foram 25.212 recuperações, elevando o número total de recuperações para 3.796.975. Houve 64 mortes, elevando o número de mortos para 34.664.[120]
- A Nova Zelândia registrou 18.467 novos casos, elevando o número total de 557.330. Foram registradas 19.603 recuperações, elevando o número total de recuperações para 438.269. Oito mortes foram relatadas, elevando o número de mortos para 221. Foram 118.869 casos ativos (243 na fronteira e 118.626 na comunidade).[121]
- Niue relatou quatro novos casos na fronteira.[122]
- Singapura registrou 8.478 novos casos, elevando o número total para 1.053.139. Seis novas mortes foram relatadas, elevando o número de mortos para 1.226.[123]

### 25 de março
- O Canadá registrou 5.956 novos casos, elevando o número total para 3.436.519.[124]
- A Coreia do Sul registrou 339.514 novos casos diários, passando de 11 milhões de casos, elevando o número total para 11.162.232.[125]
- A Malásia registrou 21.787 novos casos, elevando o número total para 4.101.081. O número total de recuperações permanece 3.796.975. 52 mortes foram relatadas, elevando o número de mortos para 34.717.[126]
- A Nova Zelândia registrou 15.900 novos casos, elevando o número total para 573.230. 14.149 se recuperaram, elevando o número total de recuperações para 452.418. Nove mortes foram relatadas, elevando o número de mortos para 234. Foram 120.625 casos ativos (255 na fronteira e 120.370 na comunidade).[127]
- Singapura registrou 7.584 novos casos, elevando o número total para 1.060.723. 13 novas mortes foram relatadas, elevando o número de mortos para 1.239.[128]
- O Vietnã registrou 108.979 novos casos diários, passando de 7 milhões de casos, elevando o número total para 7.074.030.[129]

### 26 de março
- A Malásia registrou 20.923 novos casos, elevando o número total para 4.122.004. Foram 25.467 recuperações, elevando o número total de recuperações para 3.844.766. Houve 34 mortes, elevando o número de mortos para 34.751.[130]
- A Nova Zelândia registrou 14.212 novos casos, elevando o número total para 587.467. Foram 15.995 recuperações, elevando o número total de recuperações para 468.413. Houve 16 mortes, elevando o número de mortos para 254. Foram 118.837 casos ativos (252 na fronteira e 118.585 na comunidade).[131]
- Singapura registrou 6.434 novos casos, elevando o número total para 1.067.157. Sete novas mortes foram relatadas, elevando o número de mortos para 1.246.[132]

### 27 de março
- A Malásia registrou 16.863 novos casos, elevando o número total para 4.138.867. Foram 26.171 recuperações, elevando o número total de recuperações para 3.870.937. Houve 37 mortes, elevando o número de mortos para 34.751.[133]
- A Nova Zelândia registrou 10.272 novos casos, elevando o número total para 597.745. Foram 14.598 recuperações, elevando o número total de recuperações para 483.011. Houve seis mortes, elevando o número de mortos para 258. Foram 114.511 casos ativos (255 na fronteira e 114.256 na comunidade).[134]
- Singapura registrou 4.848 novos casos, elevando o número total para 1.072.005. Quatro novas mortes foram relatadas, elevando o número de mortos para 1.250.[135]

### 28 de março
- O Canadá registrou 8.118 novos casos, elevando o número total para 3.450.919.[136]
- A Coreia do Sul registrou 187.213 novos casos diários, passando de 12 milhões de casos, elevando o número total para 12.003.054.[137]
- A Indonésia ultrapassou 6 milhões de casos de COVID-19.[138]
- A Malásia registrou 13.336, elevando o número total para 4.152.203. Foram 25.552 recuperações, elevando o número total de recuperações para 3.896.489. Houve 54 mortes, elevando o número de mortos para 34.842.[139]
- A Nova Zelândia registrou 12.934 casos, elevando o número total para 610.687. Foram 14.469 recuperações, elevando o número total de recuperações para 497.480. Houve oito mortes, elevando o número de mortos para 269. Foram 112.976 casos ativos (277 na fronteira e 112.699 na comunidade).[140]
- Singapura registrou 4.925 novos casos, elevando o número total para 1.076.930. Quatro novas mortes foram relatadas, elevando o número de mortos para 1.254.[141]

### 29 de março
Relatório Semanal da OMS:
- O Canadá registrou 9.766 novos casos, elevando o número total para 3.460.685.[143]
- A Malásia registrou 15.215 novos casos, elevando o número total para 4.167.418. Foram registradas 24.154 recuperações, elevando o número total de recuperações para 3.920.643. Houve 64 mortes, elevando o número de mortos para 34.906.[144]
- A Nova Zelândia registrou 17.192 casos, elevando o número total para 627.898. Houve 20.925 recuperações, elevando o número total de recuperações para 518.405. Houve 35 mortes, elevando o número de mortos para 303. Foram 109.227 casos ativos (291 na fronteira e 108.936 na comunidade).[145]
- Singapura registrou 8.164 novos casos, elevando o número total para 1.085.094. Quatro novas mortes foram relatadas, elevando o número de mortos para 1.258.[146]

### 30 de março
- O Canadá registrou 6.880 novos casos, elevando o número total para 3.472.554.[147]
- A Malásia registrou 15.941 novos casos, elevando o número total para 4.183.359. Foram 21.186 recuperações, totalizando 3.941.829 recuperações. Houve 33 mortes, elevando o número de mortos para 34.939.[148]
- A Nova Zelândia registrou 15.966 novos casos, elevando o número total para 643.875. Foram 20.127 recuperações, elevando o número total de recuperações para 538.532. 12 mortes foram relatadas, elevando o número de mortos para 317. Foram 105.065 casos ativos (296 na fronteira e 104.769 na comunidade).[149]
- Singapura registrou 5.729 novos casos, elevando o número total para 1.090.823. Cinco novas mortes foram relatadas, elevando o número de mortos para 1.263.[150]
- O Reino Unido ultrapassou 21 milhões de casos.[11]

### 31 de março
- O Canadá registrou 12.519 novos casos, elevando o número total para 3.485.073.[151]
- A Coreia do Sul registrou 320.743 novos casos diários, passando de 13 milhões de casos, elevando o número total para 13.095.631.[152]
- A Malásia registrou 18.560 novos casos, elevando o número total para 4.201.919. Foram 18.252 recuperações, elevando o número total de recuperações para 3.960.082. Houve 44 mortes, elevando o número de mortos para 34.983.[153]
- A Nova Zelândia registrou 15.289 novos casos, elevando o número total para 659.175. Houve 18.469 recuperações, elevando o número total de recuperações para 557.001. 20 mortes foram relatadas, elevando o número de mortos para 338. Foram 101.875 casos ativos (288 na fronteira e 101.587 na comunidade).[154]
- Singapura registrou 5.605 novos casos, elevando o número total para 1.096.428. Cinco novas mortes foram relatadas, elevando o número de mortos para 1.268.[155]